# Нес (река)
Нес (на английски: Ness) е река в Шотландия, която започва от езерото Лох Нес и се влива в залива Мъри Фърт край град Инвърнес. Дълга е около 12 км, ширината ѝ варира от 70 м до повече от 100 метра, площта е около 1850 км². Реката е една от най-големите във Великобритания със среден обем 300 м3/сек. Река Нес е част от Каледонския канал, съединяващ западното и източно крайбрежие на Шотландия. При строителството на канала в първата четвърт на XIX век край реката са се водили мащабни инженерни дейности, съпровождани от изменения на руслото и характера на течението. В средното течение има няколко неголеми острова, популярни в средите на туристите и риболовците. Река Нес преминава през западната част на град Инвърнес, давайки му името, означаващо на гаелско наречие Inbhir Nis – „устие на Нес“. В границите на Инвърнес през реката минават три автомобилни и няколко пешеходни мостове.